# Ветьолки (Первомайський район)
Ветьо́лки (рос. Ветёлки) — селище у складі Первомайського району Оренбурзької області, Росія.

## Населення
Населення — 105 осіб (2010; 153 у 2002).
Національний склад (станом на 2002 рік):
- казахи — 93 %